# 猿田彦珈琲
猿田彦珈琲（さるたひこコーヒー）は2011年に東京・恵比寿にて創業したコーヒーのチェーン店。
2024年現在、東京都内を中心に、24店舗を営業している。

## 概要
ドリップコーヒーやカフェラテなどの他に、雑貨やコーヒー器具、店舗ではアイスクリームやパンなどの軽食なども販売している。
「たった一杯で幸せになれるコーヒー屋」をコンセプトに掲げている。
創業者の大塚朝之は、スターバックスコーヒーでコーヒーを飲んだことがきっかけでコーヒーに興味を持つようになった。資本金はなく、友人から借金をして東京・恵比寿の8.7坪の小さな店舗で猿田彦珈琲をオープン。開業当初は赤字続きで、資金繰りに苦しむ日々が続いた。
開業から2年後、日本コカ・コーラの缶コーヒー「ジョージア ヨーロピアン」の監修を任され、この商品が大ヒットし、猿田彦珈琲の知名度が一気に上がった。
アレンジドリンクのソース・店舗に並ぶフード、焼き菓子、パンなどのほとんどを自社で製造、すべてのコーヒー豆を自社で焙煎しているのが特徴。特に浅煎りコーヒーに注力している。

## ブランド名の由来
ブランド名は、伊勢市の猿田彦神社の猿田彦大神にちなんでいる。もともと神社とは直接の関係はなかったが、猿田彦神社の宮司が店舗を訪問したことをきっかけに、猿田彦珈琲は公認を受けることとなった。
現在では「みちひらきブレンド」が猿田彦神社の婚礼の引き出物として使用されている。

### ロゴ
猿田彦珈琲のロゴは、2021年にリニューアルされ、「未来と過去」をテーマに掲げたデザインとなっている。ヒロ杉山がデザインを手掛けた。

## 店舗

### 北海道・東北
- D-LIFEPLACE 札幌
- アクアイグニス仙台

### 関東
- 恵比寿本店
- 別館豆屋
- アトレ恵比寿ウエストサイドストア
- 猿田彦珈琲 と ティキタカアイスクリーム のお店
- The Bridge 原宿駅
- 渋谷 道玄坂通
- 下北沢
- 吉祥寺 井の頭公園前
- アトリエ仙川
- 調布焙煎ホール
- 立川髙島屋S.C.
- 猿田彦珈琲とオキーニョ 亀戸
- 池袋
- アトレ秋葉原1
- 丸の内 二重橋前駅
- 駒沢大学駅
- 武蔵小杉
- 神奈川県立図書

### 東海
- 名古屋 則武新町
- 伊勢国 多気

### 近畿
- 奈良 鹿猿狐ビルヂング
- 大阪駅イノゲート

### 閉店した店舗

#### 国内
- オキーニョby 猿田彦珈琲 エキュート品川
- オキーニョby 猿田彦珈琲  池袋POP UP
- 武蔵小山
- 表参道
- 神谷町オレンジ
- H.I.S. 渋谷本店内
- ビームスジャパン新宿
- 誠品生活日本橋
- 渋谷MODI

#### 海外
- 台北南西店
- 華碩立徳店
- 微風南山店
- 台中園道店
- 誠品生活信義店

## 公式アプリ
猿田彦珈琲の公式アプリは、2022年6月23日に恵比寿本店にて導入され、2022年7月25日には全店でリリースされた。2024年7月25日にはリニューアルが行われた。

### ポイント制度
購入金額100円（税込）につき1ポイントが付与され、ポイントの有効期限は取得日から365日間となっている。ポイントは1ポイント=1円として、店舗では100ポイント単位、オンラインショップでは1ポイント単位で利用可能。

### ランク制度
過去1年以内の支払金額に基づいてランクが判定され、毎月1日にランクに応じたクーポンが配布される。ランクと毎月のランク特典は以下の通りである。
| ランク名       | 支払金額（税込み） | 毎月のランク特典              |
| -------------- | ------------------ | ----------------------------- |
| エントリー     | 0円～2,999円       | なし                          |
| ブロンズ       | 3,000円～19,999円  | 会計時に5％オフのクーポン1枚  |
| ゴールド       | 20,000円～49,999円 | 会計時に8％オフのクーポン1枚  |
| プラチナ       | 50,000円～99,999円 | 会計時に10％オフのクーポン1枚 |
| スペシャリティ | 100,000円～        | 会計時に15％オフのクーポン1枚 |

### スタンプカード
店舗での会計ごとにスタンプを取得でき、集めたスタンプ数に応じてクーポンを獲得できる。スタンプの有効期限は最終取得日から365日間となっている。クーポンの内容は以下の通りである。
| 獲得スタンプ数 | クーポン内容                      |
| -------------- | --------------------------------- |
| 4個            | 店舗で利用できる30％オフクーポン  |
| 10個           | 対象ドリップバッグ2枚プレゼント   |
| 20個           | ドリンクギフトカード1枚プレゼント |
| 30個           | 対象商品1点プレゼント             |

## 猿田彦 チルドコーヒー
自社のダイレクトトレードにて調達したコーヒー豆を使用し、ボトル充填後に冷蔵温度帯で管理されている。
2021年3月より1都4県のコンビニ・スーパーで販売開始した。2024年3月には、リニューアルを行い全国のコンビニ・スーパーで順次販売開始している。
- キリッとBLACK ブラックコーヒー（無糖） ブラジル「モンテ・アレグレ農園」の豆を使用。
- 職人のカフェラテ（甘くない） 2020年の品評会で優勝したエチオピアの二グセ・ゲメダ氏のコーヒーをメインに使用。
- 真心SWEETカフェラテ（加糖） まろやかで深みのある三温糖を使用し、ケニア産のコーヒー豆をブレンドに追加することで甘さ負けしないバランスのとれた味わい。

## コラボ商品

### 日本コカ・コーラ
・ジョージアシリーズ

### Uchi Cafe’（ローソン）
- カフェラテ どらもっち
- カフェラテロールケーキ（コーヒーゼリー入り）
- 珈琲ティラミスタルト
- コーヒーキャラメルデニッシュ
- コーヒークリームあんぱん
- カフェラテワッフルコーン
- チョコミントカフェラテ 220ml

### MACHI café
- ホットコーヒー （S、M、L、メガサイズ）
- アイスコーヒー（S、M、メガサイズ）

### ローソン
- カフェラテ

### SUIT SELECT
- コラボネクタイ
- コラボ蝶ネクタイ
- コラボネクタイ
- コラボチーフ

### 神奈川県立図書館
- 『改修前　前川國男 設計神奈川県立図書館』（写真集）
- 神奈川県立図書館ブレンド

## 海外展開
2018年に台湾の誠品グループと協業で合弁会社「吉袺股份有限公司」を設立。台北南西店をはじめとする複数の店舗を運営していたが、2022年に台湾国内のすべての店舗を閉店した。

## 沿革
- 2011年6月 - 東京・恵比寿にて「猿田彦珈琲」創業
- 2013年3月 - 自家焙煎をスタート
- 2014年4月 - 猿田彦珈琲監修の「ジョージア ヨーロピアン」シリーズが発売[3]
- 2015年2月 - 初の焙煎所併設店舗「猿田彦珈琲 アトリエ仙川」オープン
- 2017年8月 - 猿田彦珈琲とティキタカアイスクリームのお店オープン　同時にアイスクリームブラン「TiKiTaKa ICE Cream」の立ち上げ
- 2017年9月 - 大型焙煎拠点併設店舗「猿田彦珈琲 調布焙煎ホール」オープン
- 2018年9月 - 海外初進出 台湾１号店「台北南西店」オープン
- 2019年2月 - ワールドラテアートチャンピオンシップへ参加　伊藤バリスタが世界４位
- 2019年6月 - 猿田彦珈琲 池袋店オープン　同時にベーカリーブランド「OQUINHO（オキーニョ）」の立ち上げ
- 2020年3月 - アジア初の都市型旗艦店「猿田彦珈琲 The Bridge 原宿駅店 」オープン
- 2022年6月 - 恵比寿本店限定で公式アプリをリリース
- 2022年7月 - 全店舗で公式アプリをリリース
- 2023年3月 - 猿田彦珈琲オンラインショップをリーニューアル[14]
- 2024年10月 - ジャパン バリスタ チャンピオンシップ2024にて、伊藤大貴バリスタが優勝、安部潤バリスタが準優勝[2]

## テレビ番組
- 日経スペシャル カンブリア宮殿 スタバ1強時代に立ち向かう 猿田彦珈琲 新戦略の舞台裏!（2021年11月4日、テレビ東京）[2]

## 書籍

### 関連書籍
- 『たった一杯で、幸せになる珈琲 10時間でマスター！猿田彦珈琲の家コーヒー入門』（著者:大塚朝之）（2016年12月1日、KADOKAWA）ISBN 9784047314931